# Нельсон (Іллінойс)
Нельсон (англ. Nelson) — селище (англ. village) в США, в окрузі Лі штату Іллінойс. Населення — 127 осіб (2020).

## Географія
Нельсон розташований за координатами 41°47′46″ пн. ш. 89°36′19″ зх. д. / 41.79611° пн. ш. 89.60528° зх. д. (41.795990, -89.605287).  За даними Бюро перепису населення США в 2010 році селище мало площу 0,64 км², з яких 0,63 км² — суходіл та 0,01 км² — водойми.

## Демографія
Згідно з переписом 2010 року, у селищі мешкало 170 осіб у 67 домогосподарствах у складі 42 родин. Густота населення становила 265 осіб/км².  Було 71 помешкання (110/км²).
Расовий склад населення:
| - 98,8 % — білих - 0,6 % — корінних американців - 0,6 % — чорних або афроамериканців |

До двох чи більше рас належало 0,0 %. Частка іспаномовних становила 5,3 % від усіх жителів.
За віковим діапазоном населення розподілялося таким чином: 25,9 % — особи молодші 18 років, 65,3 % — особи у віці 18—64 років, 8,8 % — особи у віці 65 років та старші. Медіана віку мешканця становила 40,5 року. На 100 осіб жіночої статі у селищі припадало 117,9 чоловіків;  на 100 жінок у віці від 18 років та старших — 106,6 чоловіків також старших 18 років.
Середній дохід на одне домашнє господарство  становив 48 950 доларів США (медіана — 40 000), а середній дохід на одну сім'ю — 46 610 доларів (медіана — 37 321). Медіана доходів становила 47 500 доларів для чоловіків та 27 083 долари для жінок. За межею бідності перебувало 15,3 % осіб, у тому числі 4,5 % дітей у віці до 18 років та 12,5 % осіб у віці 65 років та старших.
Цивільне працевлаштоване населення становило 59 осіб. Основні галузі зайнятості: освіта, охорона здоров'я та соціальна допомога — 23,7 %, виробництво — 18,6 %, роздрібна торгівля — 15,3 %.